# Heksameter
Heksameter, imenovan tudi šestomer, je verz sestavljen iz petih daktilskih stopic, kjer se daktili lahko nadomeščeni s spondeji, zadnja stopica je obvezno trohejska. Sestavljen je iz 12 - 17 zlogov, zaradi svoje dolžine vsebuje cezuro.

## Nastanek
Gre za najstarejši znani grški verz, ki je nastal v 2. tisočletju pred našim štetjem v predhomerskem pesništvu. Pri Homerju je bil že popolnoma izoblikovan. V latinsko pesništvo je bil uveden okoli leta 180 pred našim štetjem. V heksametru so zložene nekatere izmed največjih pesniških umetnin, kot so Vergilove Bukolike, Georgike in Eneida, Ovidove Metamorfoze in Horacove Satire in Pisma. V obdobju klasicizma so si skušale heksameter prilagoditi moderne evropske književnosti, predvsem nemška (Klopstock, Voss, Goethe, Schiller) in različne slovanske književnosti.

## Antični heksameter
Metrična shema antičnega heksametra:  –UU –UU –|U|U –UU –UU–U.
UU pomeni, da dva kratka zloga (UU) lahko zamenja en dolgi zlog _. Navpičnica pomeni cezuro, ki je lahko za tretjim iktom (moška cezura) ali en zlog pozneje za šibkim položajem (ženska).
Osnovne značilnosti antičnega heksametra so:
- Menjavanje daktilov in spondejev: obstaja 32 različic heksametra, v dolžini 12 – 17 zlogov. Skozi razvoj se je iz 32 možnih shem pri Homerju skrčil na 21 v helenizmu in na končnih 9 shem v pozni antiki, to je t. i. nonijanski heksameter.
- Odmori oz. pavze: obvezne pavze so cezure, ki se delijo na moške in ženske, glavna je pentemimereza, ki se nahaja sredi tretje stopice, neobvezne pavze imenujemo diereze.
- Pravila in konvencije glede umestitve posameznih besed: heksameter naj bi se vselej začel z močno poudarjeno besedo (t. i. arzo), končal naj se ne bi s poudarjeno enozložnico. Obstaja veliko besed, zlasti lastnih imen, ki za strogi heksameter ne pridejo v pošev, to so »nepoetične besede«.

## Heksameter na Slovenskem
V slovenščino ni prišel neposredno iz grščine temveč prek latinščine in nemščine. Ne uporablja se v ljudskih pesmih, le redko v cerkvenih, zato lahko govorimo o knjižnih posvetnih heksametrih. Pojavlja se v dveh oblikah, najpogosteje kot elegijski distih, t. j. kombinacija heksametra in pentametra, ter kot goli oz. junaški heksameter, ki se rabi redkeje (npr. v Pisanicah Pohlinova Wytestka pesm, katiro je sloshil P*.M*.D*.). 
Prvi slovenski distih se nahaja v Čandkovem prevodu Kanizijevega malega katekizma iz leta 1615, to je pesem Boshjim inu S. Catolishke Karshanske Matere Cerkve pokornim Otrozhizham. Čandek se ni držal ne latinskih pravil o dolžini zlogov ne svojega jezikovnega občutka, da so dolgi le naglašeni zlogi, ampak je naglase razvrščal poljubno. Sledijo trije rokopisni heksametri, ki jih je v krstno knjigo bogojanske župnije v letu 1697 zapisal prekmurski duhovnik Štefan Blaževič. Sledi zatišje do Pohlinove Kranjske gramatike leta 1768, kjer so podana naglasna in metrična pravila, ki se jih sam v svojih heksametrih v Pisanicah ni držal (Wyteska pesm, katiro je sloshil P*.M*.D*.). Pohlinovim verzom so podobni tudi Nagličevi. Pisanice vsebujejo pet pesmi v heksametrih in distihih, poleg že omenjenih Pohlina in Nagliča sta jih pisala tudi Vodnik in Mihelič. Zanimivo je, da osrednji pisaniški pesnik Janez Demascen Dev ni pisal heksametrov. Pisanicam (1779-1781) sledi zatišje do 30-ih let 19. stoletja, ko so objavljali Jakob Zupan, Mihael Kastelic in Stanko Vraz. Heksameter v 19. stoletju je najbolj zaznamovala »pravda o slovenskem šestomeru« v 70-ih letih, kjer sta bili glavni temi vprašanje moške in ženske cezure ter vprašanje spondeja oz. ponarejanja spondejev. Leta 1876 je Stritar v svoji razpravi Šestomer slovenski, ki je bila objavljena v Zvonu, predlagal, da se spondeji delajo po pravilu naglašeni zlog + besedna meja + poljubni zlog  in da mora biti cezura moška. Stritar je odkritje tega pravila pripisal Josipu Cimpermanu, ki je pesnil od konca 60-ih let, vendar sta po njem prva pisala Zupan in Kastelic. Za zgled je postavil tudi Jovana Vesela Koseskega, njegove izvirne pesmi (Bravcam Novic,  Novice Bravcam, Slovenija cesarju Ferdinandu) in prevode. Vraz je zapisal 26 pesmi v heksametru, ko je še pisal v slovenskem jeziku, vendar so vse ostale rokopisne, Prešeren pa se jih je lotil v letih pred smrtjo (Zabavljivi napisi, V spomin Matija Čopa). Svoje stališče o heksametrih je Prešeren prvič izrazil že prej v zbadljivki Heksametristam, objavljeni v Krajnski čbelici, ki se najbrž nanaša na Kastelica in Zupana, ki sta pisala drug tip heksametra. V 20. stoletju je potrebno omeniti prevode Antona Sovreta, ki je prepesnil več kot 35 000 verzov. Uveljavil je kategorično zahtevo, da se mora heksameter začeti z močno arzo, zato se njegovi stavki pogosto začnejo z rahlo arhaičnim veznikom ako namesto če. Njegovi najpomembnejši deli sta prepesnitvi Odiseje in Iliade.

## Tipi slovenskega heksametra
Tipi slovenskega heksametra izhajajo iz kombinacije pravil o dolžini oz. naglasu ter pravil o tvorbi spondeja. Gre za pet različnih zgodovinskih kategorij, ki so posledica različnih teorij o tem, kaj je dolgi zlog. Ti tipi so: strogi naglasni heksameter, grško-latinski tip psevdokvantitativnega heksametra, psevdokvantitativni heksameter, brezpravilni psevdokvantitativni heksameter ter daktilsko-trohejski oz. naglasni heksameter. 

### Strogi naglasni heksameter
V tem tipu je nastala le ena pesem in sicer varianta Prešernove V slovo Matija Čopa. Njegova specifika je, da je spondej narejen iz dveh naglašenih zlogov, ki pripadata dvem besedam. Prešeren ta tip heksametra imenuje »mera po zgolih udarjih«, tj. zgolj po naglašenih zlogih. Kravar in Pretnar ga imenujeta tonski oz. naglasni heksameter, Bjelčevič strogi naglasni heksameter.
Spondeji so podčrtani:
–U U / –    – / –U    U/ – U  U/  –     U   U/  –   U
Tájati léd nàš šêle začnê se, pomlád je drugód že; 
–  U  U / –  U  U /  –   –  / –   U    U /  –   U  U/ –  U
Stéšemo svój si čolníč nôv, z Bógom zroč'mò ga valôvom
(Prešeren: V spomin M. Čopa)

### Latinsko-grški tip psevdokvantitativnega heksametra
Zasledimo ga le pri Prešernu v eni od variant pesmi V spomin Matija Čopa ter v Zabavljivih napisih, oboje je zapisano v distihih. Prešeren ga imenuje »gerška ali latinska mera« oz. »mera po udarjih glasnikov in nasledu soglasnikov«. Prešeren je spondeje tvoril na dva načina:
a)	iz dveh naglašenih zlogov;
b)	iz dveh zlogov, od katerih mora biti eden naglašen (vseeno kateri), med njima mora biti besedna meja (zloga pripadata različnima besedama).
Spondeji so podčrtani:
Od drúgih mánjši in častèn mànj ród je slovénski 
–    – / –     – / –  U  U / –    –   /  –   U   U/ – U 
(Zabavljivi napisi 1847)

### Psevdokvantitativni heksameter
Prvič se pojavi v 30-ih letih 19. stoletja v distihih in junaških heksametrih Jakoba Zupana in Mihe Kastelica, nato še pri Levstiku, Valjavcu, Stritarju in Cimpermanu. To je najpogostejši tip slovenskega heksametra, ki ga priporoča tudi Stritar. Tudi ta tip upošteva antična pravila substitucije daktilov s spondeji. T. i. Stritarjev ponarejeni spondej je tako narejen iz naglašenega zloga + besedne meje + naglašenega ali nenaglašenega zloga, v bistvu je to navaden trohej, ker besedno mejo ne moremo šteti za eno moro.
Spondeji so podčrtani:
–    – /– U U / –  – /   –     –/ – UU   – U
Čàs potéka in čàs je dràg; káj čákate, brátje 
(Stritar, Dunajske elegije 6)

### Brezpravilni psevdokvantitativni heksameter
Tem tipu ne moremo določiti metrične sheme prvih štirih stopic, saj ni jasno kaj šteje za kratki in kaj za dolgi zlog. Pisali so ga v 17. in 18. stoletju  - Čandek, Pohlin in Naglič, ko so pesniki in slovničarji bolj malo vedeli o dolžini in naglasu slovenskih besed. Pri Pohlinu so ikti naglašeni le v polovici primerov, vendar pa so lahko naglašeni celo šibki položaji.
Spondeji so podčrtani:
–   – /   –      – /  –   –  /  –  U U/ –U U/ – U
Kájſèn glás? k'tir se skús vótle dolíne relſéga 
(Pohlin, Wytestka pesem)

### Daktilsko-trohejski oz. naglasni heksameter
Prvič ga zasledimo konec 17. stoletja v treh rokopisnih heksametrih Štefana Blaževiča, nato v sedmih heksametrih neznanega avtorja v Kraynski Grammatiki. V tej obliki so pisali tudi Mihelič, Vodnik, Vraz, Koseski, Trdina in Cimperman. Namesto ponarejenih spondejev so začeli uporabljati troheje. Ta tip ima malo omejitev, zato je zelo pogost. 
Troheji so podčrtani:
– U /  –  UU /  –     U /   –   U U / –   U U / – U
Čúla žvížgati mêč sem tvój iz pozónskiga hríba 
(Koseski, Slovenija cesarju Ferdinandu)